# Triblidium caliciforme
Triblidium caliciforme är en svampart som beskrevs av Rebent. 1804. Triblidium caliciforme ingår i släktet Triblidium och familjen Triblidiaceae.   Inga underarter finns listade i Catalogue of Life.